# Dieter Zorc
Dieter Zorc (* 17. Oktober 1939 in Lünen; † 16. Oktober 2007 in Cartagena, Spanien) war ein deutscher Fußballspieler.

## Karriere
Dieter Zorc absolvierte für die DFB-Amateurnationalmannschaft von 1966 bis 1971 32 Länderspiele, in denen er drei Tore erzielte. Die ersten zwei Berufungen im Juni 1966 bestritt er noch als Akteur von TuS Eving-Lindenhorst, die 30 weiteren Einsätze bestritt er als Spieler des Lüner SV. Sein Debüt gab er als Mittelläufer am 19. Juni 1966 beim 1:1 gegen Italien; in diesem Spiel debütierten auch Norbert Nigbur und Horst Köppel, die allerdings zwei Wochen später Profis wurden. Zorc war 1967 in den beiden Spielen gegen Großbritannien dabei, in denen die deutsche Amateurmannschaft die Olympiaqualifikation für 1968 verpasste. Sein letztes Amateur-Länderspiel absolvierte Zorc am 28. April 1971 beim 0:0 gegen Spanien. Als absehbar war, dass er nicht für die Olympiamannschaft 1972 berücksichtigt werden würde, wechselte Zorc zum VfL Bochum in die Bundesliga.
Der Innenverteidiger bestritt in der Saison 1971/72 für den VfL Bochum 21 Bundesligaspiele, davon 14 über 90 Minuten. Der VfL beendete diese Saison auf Rang 9. Sein letztes Bundesligaspiel absolvierte Zorc am 28. Juni 1972 beim 4:2-Sieg gegen Hertha BSC, als er in der 61. Spielminute beim Stande von 2:1 eingewechselt wurde. In der Saison 1972/73 spielte Zorc nur noch fünfmal im DFB-Ligapokal, bei seinem letzten Einsatz gegen Hessen Kassel am 23. August 1972 gelang ihm sein einziges Pflichtspieltor für die Mannschaft von der Castroper Straße, bevor er im November 1972 zurück zum Lüner SV wechselte.
Dieter Zorc war der Vater des ehemaligen BVB-Spielers und -Managers Michael Zorc. Er starb nach schwerer Krankheit in seinem langjährigen Urlaubsort Cartagena in Spanien.